# Patichka Reka
Patichka Reka (en macédonien Патишка Река, en albanais Patishka Reka) est un village du nord de la Macédoine du Nord, situé dans la municipalité de Sopichté. Le village comptait 579 habitants en 2002. Il est majoritairement albanais et se trouve sur le versant nord de la Yakoupitsa, à 1 243 m d'altitude.

## Démographie
Lors du recensement de 2002, le village comptait :
- Albanais : 579